# Bóng bầu dục liên hiệp nữ

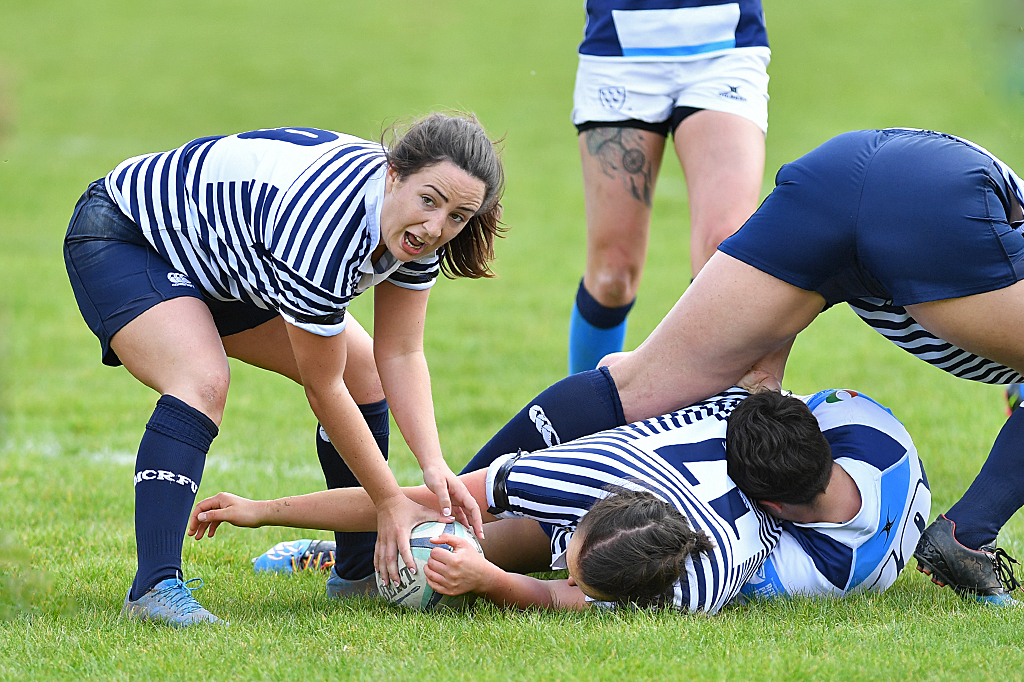
Một trận đấu bóng bầu dục liên hiệp thể nội dung nữ

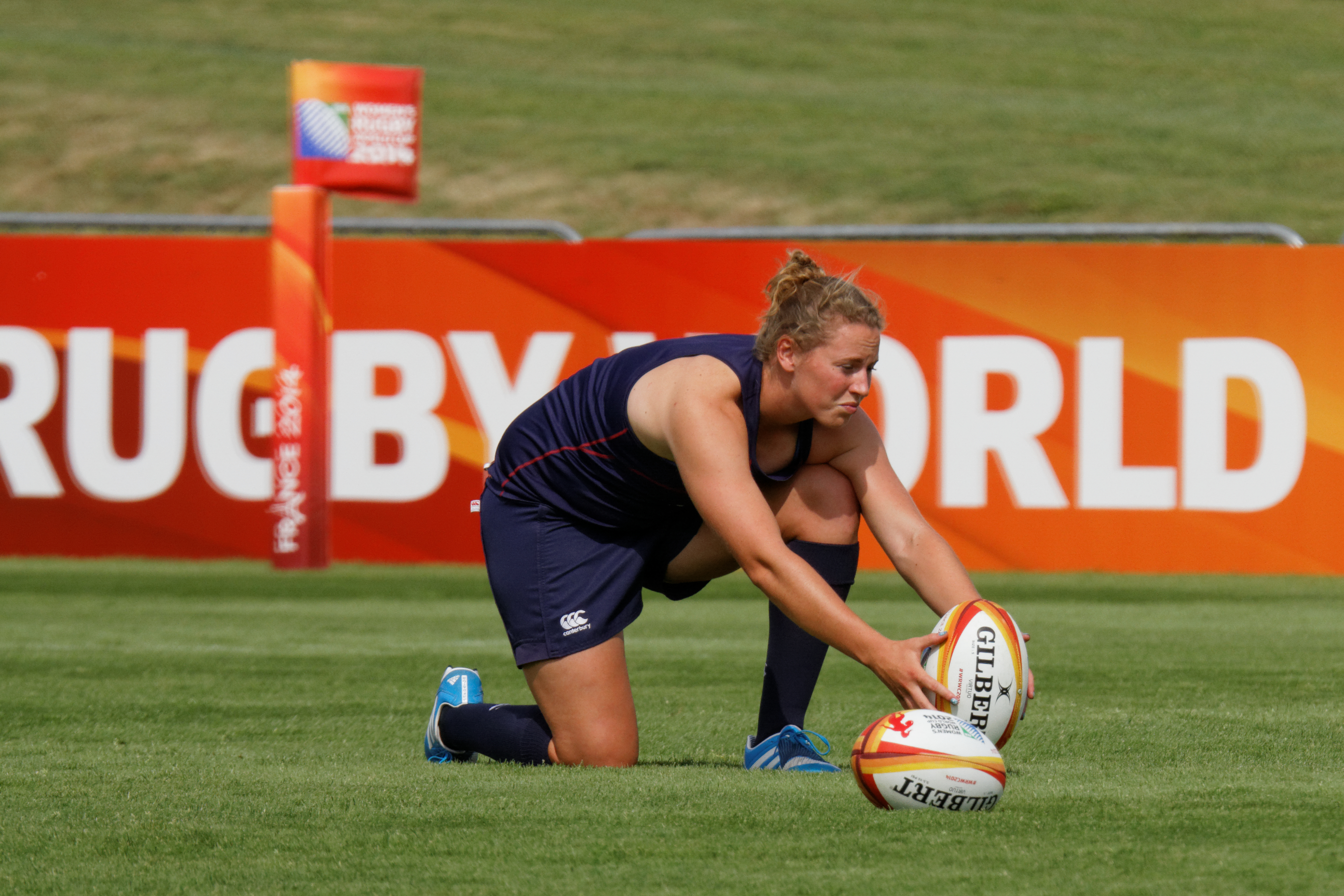
Một vận động viên đội tuyển bóng bầu dục nữ Anh

Bóng bầu dục liên hiệp nữ (Women's rugby union, viết tắt là Rugger) là loại hình bóng bầu dục liên hiệp (Rugby union) với nội dung dành cho phái nữ. Đây là một môn thể thao đối kháng đồng đội hoàn toàn dựa trên việc chạy thục mạng với quả bóng bầu dục trong tay. Luật chơi và quy tắc tương tự được sử dụng trong bóng bầu dục liên hiệp nội dung nam với cùng kích thước sân và cùng trang bị thi đấu. Bóng bầu dục ban đầu là môn thể thao dành cho nam giới và bóng bầu dục nữ chỉ trở nên phổ biến gần đây. Ngày nay, môn bóng bầu dục nữ đang được đánh giá cao hơn nhờ sự xuất hiện của các giải đấu quốc tế và đầu tư tài chính.
Liên hiệp Bóng Bầu dục Nữ (Women's Rugby Football Union - WRFU) thành lập năm 1983 là liên đoàn chịu trách nhiệm điều hành bóng bầu dục nữ tại Anh, Scotland, Ireland và Wales và là liên đoàn bóng bầu dục dành riêng cho phái nữ được thành lập sớm nhất. Ở Anh, vào năm 1994, WRFU được đổi tên thành Rugby Football Union for Women (RFUW) trong khi các quốc gia khác thuộc Vương quốc Liên hiệp Anh sẽ tự điều hành bóng bầu dục ở chính quốc gia của mình. Giải đấu bóng bầu dục nữ quốc tế lớn nhất là Giải Vô địch Bóng bầu dục Nữ Thế giới (Women's Rugby World Cup) với lần tổ chức đầu tiên là vào năm 1991 Từ năm 1994 tới 2014, giải được tổ chức 4 năm một lần.. Sau khi giải năm 2014 kết thúc, một chu kỳ 4 năm một lần mới được thiết lập khi các vòng chung kết World Cup nữ sẽ diễn ra hai năm sau mỗi kỳ World Cup nam. Vì vậy, kỳ World Cup tiếp theo được tổ chức vào năm 2017, và các giải đấu tiếp theo được tổ chức sau đó bốn năm.

## Lịch sử

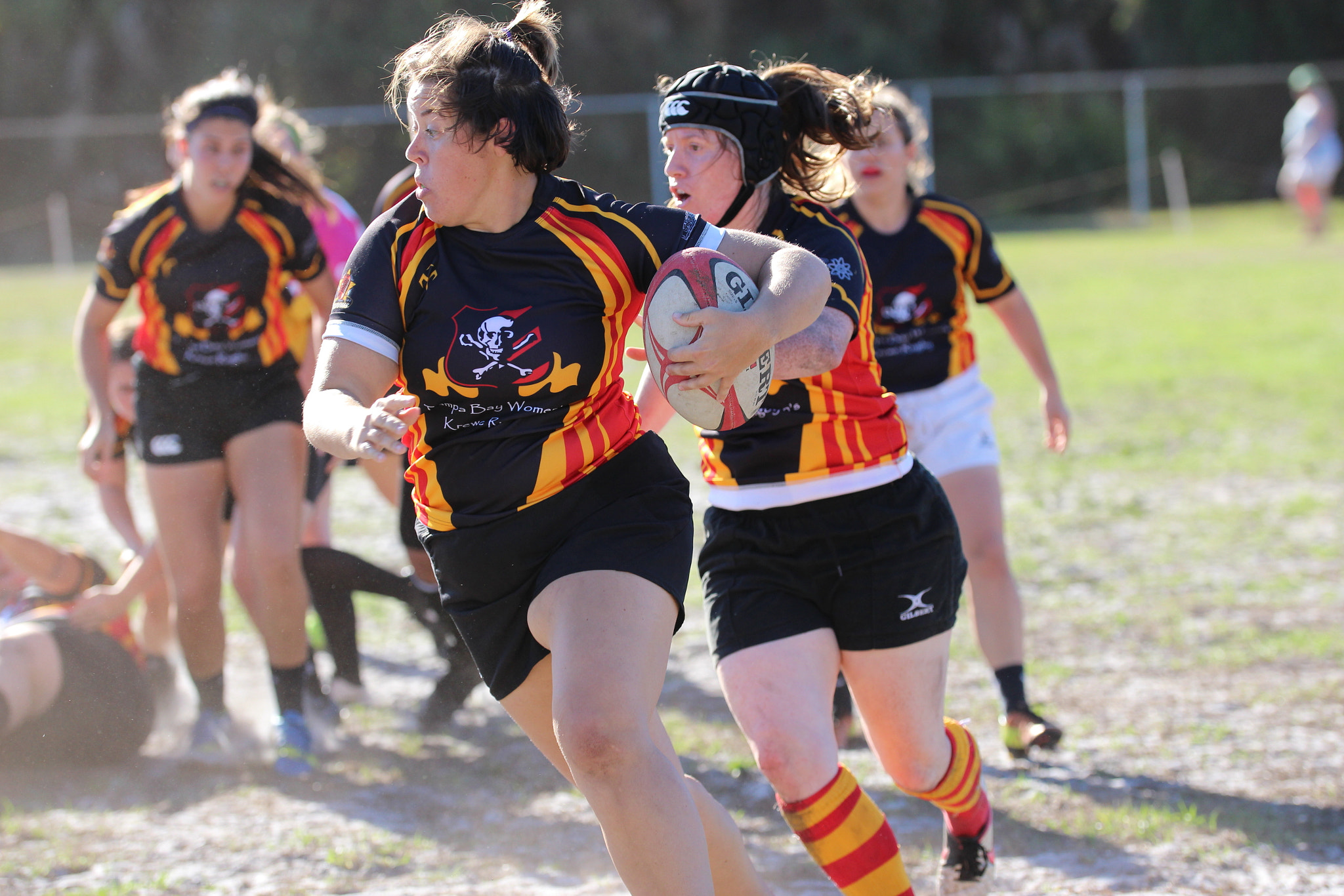
Đội nữ Krewe

Nguồn gốc của bóng bầu dục nữ không rõ ràng. Bằng chứng về việc nữ giới tham gia vào bóng bầu dục có từ cuối thế kỷ XIX. Tài liệu đầu tiên là các bản viết tay của Emily Valentine khi trong đó ghi lại rằng bà đã thành lập một đội bóng bầu dục tại Trường Hoàng gia Portora ở Enniskillen, Ireland vào năm 1887. Mặc dù có những báo cáo về các trận đấu bóng bầu dục nữ thời kỳ đầu tại New Zealand và Pháp nhưng một trong số các trận đấu đầu tiên thực sự có nguồn tin chứng minh tin cậy là cuộc chạm trán vào năm 1917 tại Cardiff Arms Park giữa Cardiff Ladies và Newport Ladies; có một bức ảnh cho thấy hình ảnh của đội Cardiff trước trận đấu. Bằng chứng tài liệu đầu tiên về nỗ lực thành lập một đội hoàn toàn là nữ là từ năm 1891 khi chuyến du đấu đến New Zealand của một đội gồm các nữ cầu thủ bóng bầu dục bị hủy bỏ do sự phản đối kịch liệt của công chúng
Ban đầu, phản ứng của công chúng đối với việc phụ nữ chơi các môn thể thao va chạm mạnh tỏ ra khá tiêu cực. Năm 1881, khi hai đội chơi các trò chơi "bóng đá" triển lãm ở Scotland và miền bắc nước Anh, một số trò chơi đã phải hủy bỏ do một cuộc bạo loạn. Mãi đến sau sự kiện diễn ra tại Portora Royal School ở Enniskillen, County Fermanagh. Những người anh em của Anh em của Emily Valentine thành lập đội bóng bầu dục đầu tiên của ngôi trường này vào năm 1884. Emily luyện tập với đội và vào năm 1887. Trong Chiến tranh thế giới thứ nhất, một số trận đấu từ thiện dành cho phụ nữ đã được tổ chức, trận đấu được ghi lại rõ ràng nhất diễn ra tại Công viên Vũ khí Cardiff vào ngày 16 tháng 12 năm 1917, khi Nữ giới Cardiff đánh bại Nữ giới Newport với tỷ số 6–0. Maria Eley chơi hậu vệ cánh cho Cardiff và có lẽ trở thành cầu thủ bóng bầu dục nữ lớn tuổi nhất trước khi bà qua đời ở Cardiff vào năm 2007 ở tuổi 106. Lúc này thì các vận động viên đều đội nón bảo hộ mà lúc này các vận động viên nam thì chưa biết đến điều này. Kể từ thập niên 1980 ngày càng có nhiều nữ vận động viên tham gia vào bóng bầu dục và theo WR thì bóng bầu dục nữ có mặt tại trên 100 quốc gia.

## Hình ảnh

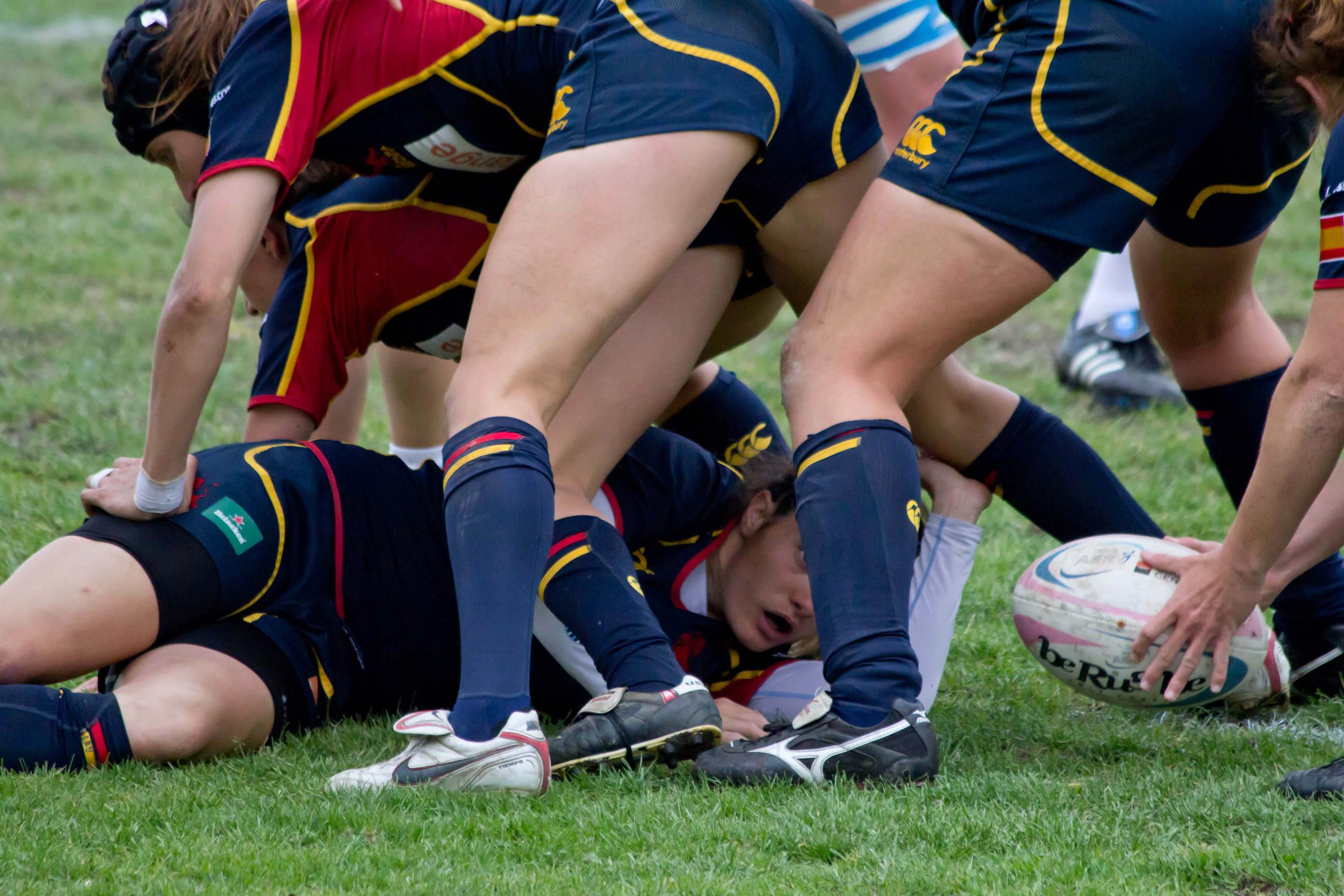
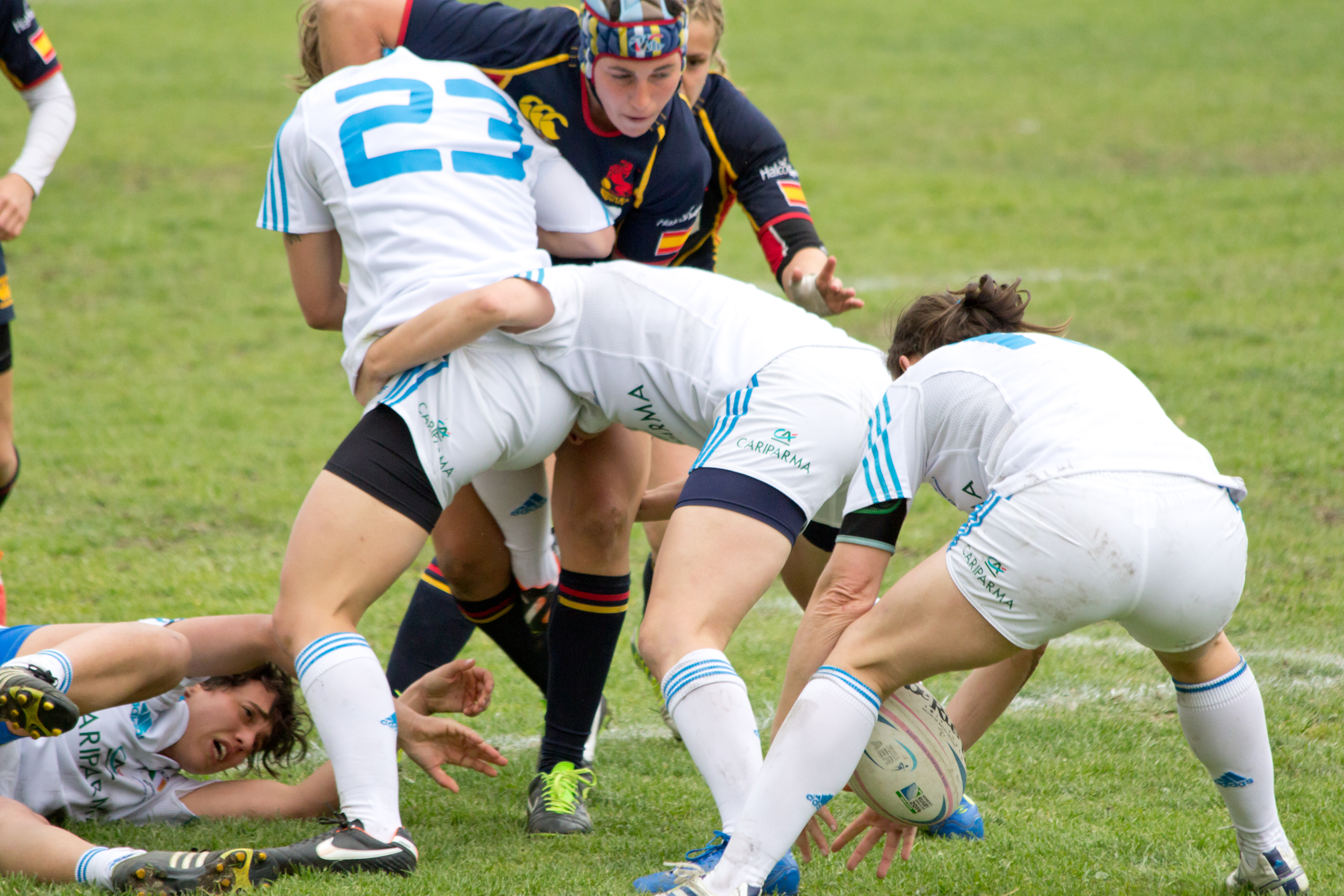
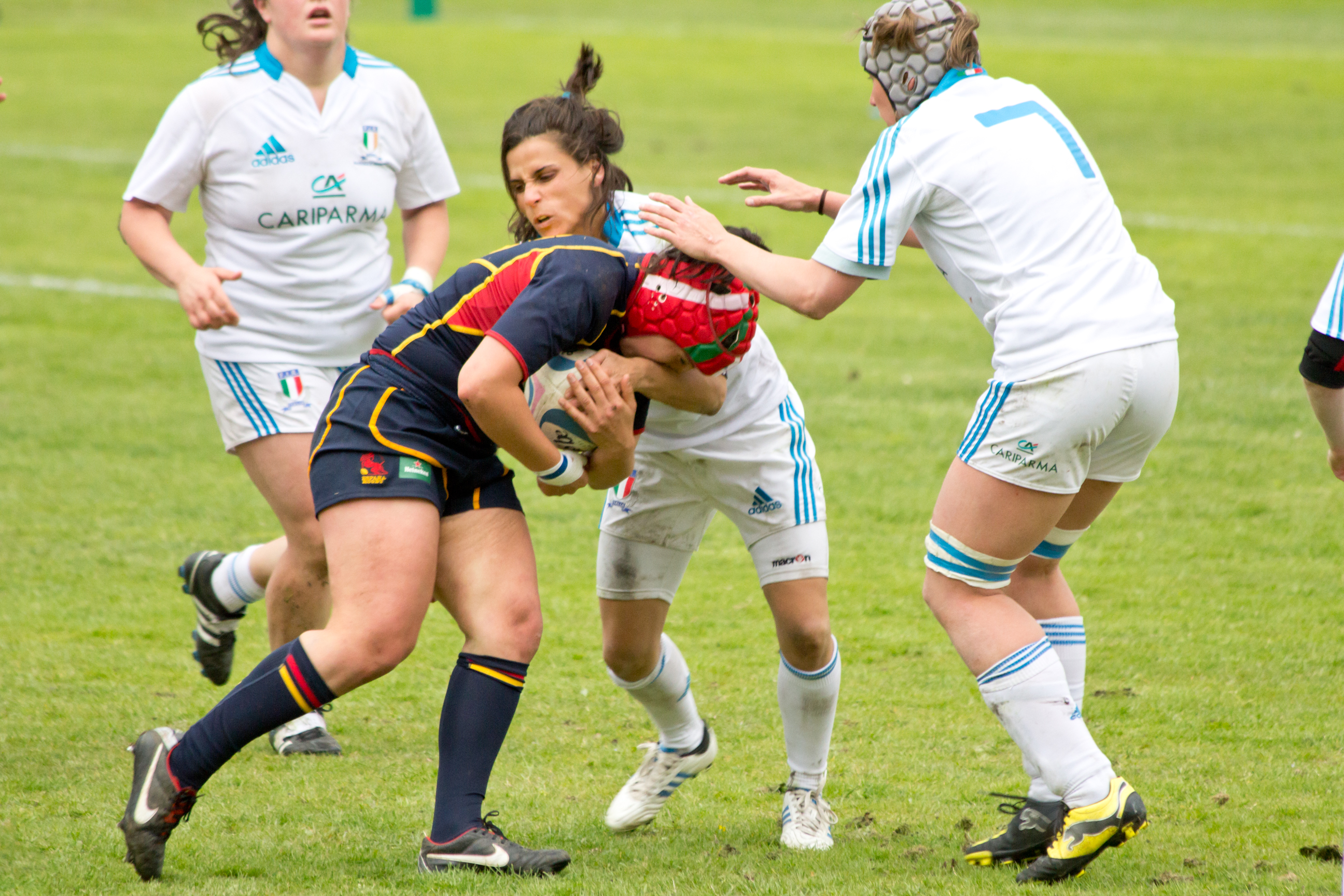
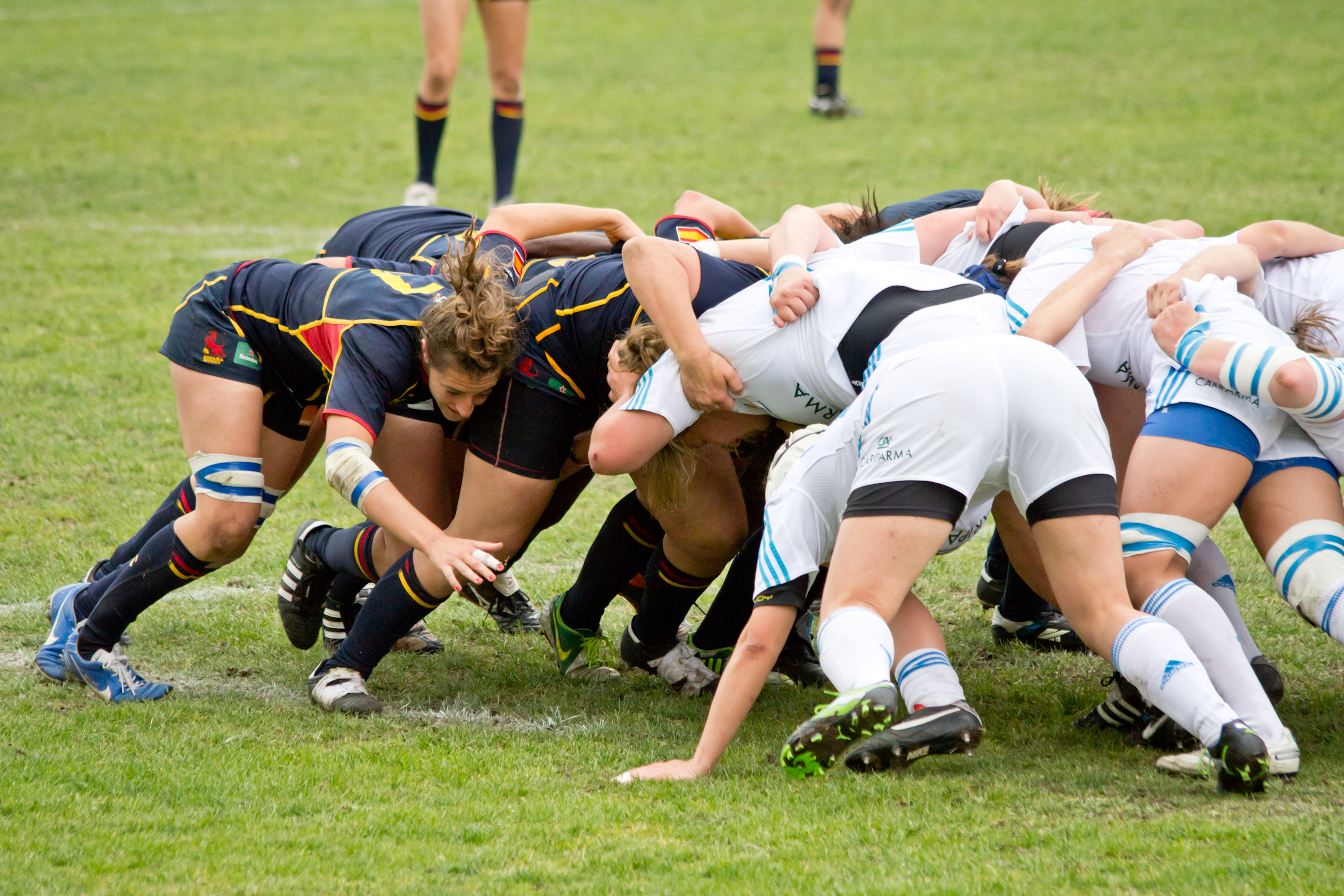
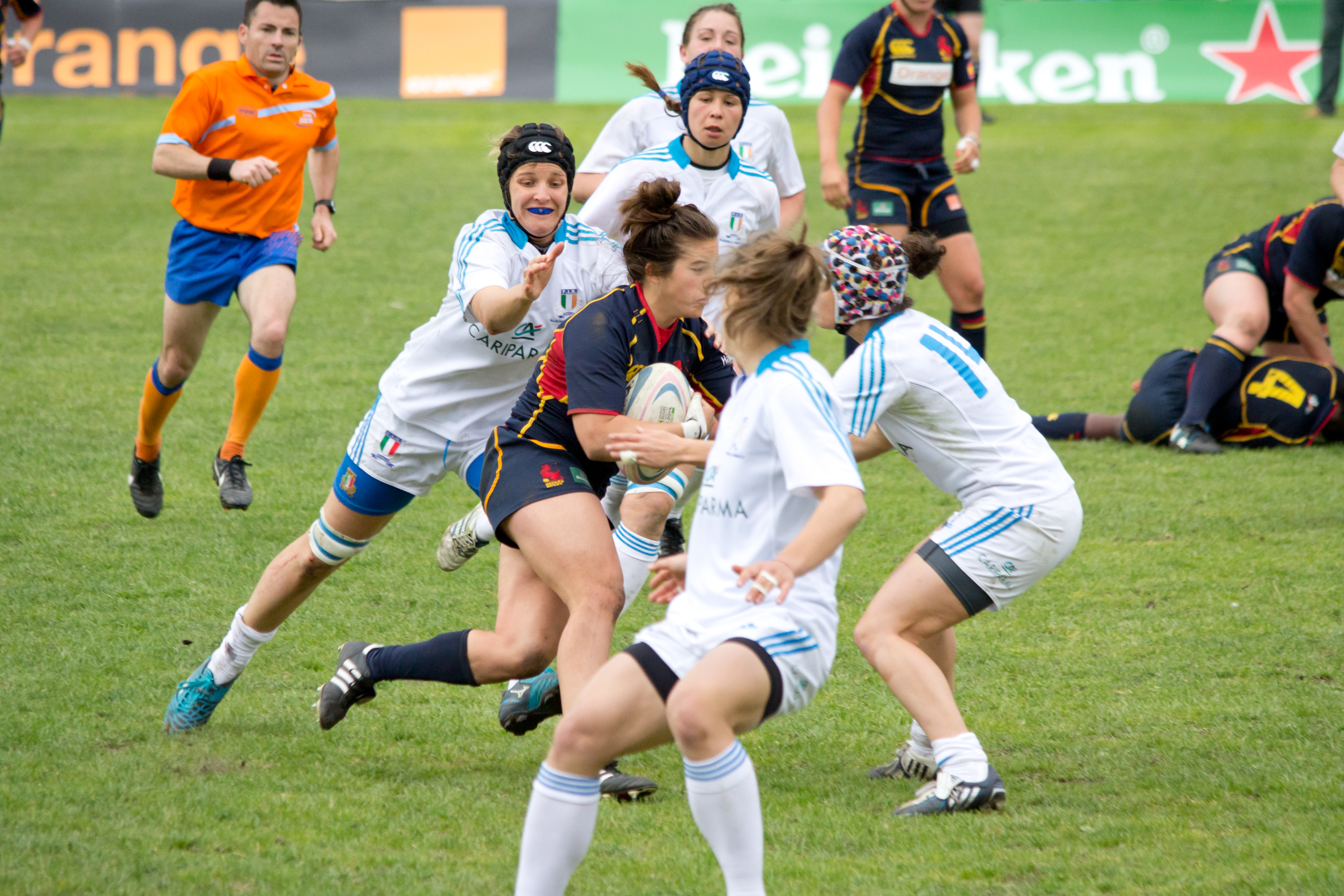